# هانت استرومبرگ
هانت استرومبرگ (انگلیسی: Hunt Stromberg; ۱۲ ژوئیهٔ ۱۸۹۴ – ۲۳ اوت ۱۹۶۸) تهیه‌کننده، فیلم‌نامه‌نویس و کارگردان اهل ایالات متحده آمریکا بود.

## تهیه‌کننده
- پذیریش مردمی (۱۹۲۳)
- تندر (۱۹۲۹)
- اسکیمو (۱۹۳۳)
- مرد لاغر (۱۹۳۴)
- ماریتای بدذات (۱۹۳۵)
- زیگفلد کبیر (۱۹۳۶)
- به دنبال مرد لاغر (۱۹۳۶)
- یه مرد لاغر دیگه (۱۹۳۹)
- زنان (۱۹۳۹)
- غرور و تعصب (۱۹۴۰)